# 哈爾夫常思 (阿拉巴馬州)
哈爾夫常思（英語：Half Chance）是一個位於美國阿拉巴馬州馬倫戈縣的非建制地區。該地的面積和人口皆未知。

## 地理
哈爾夫常思的座標為32°17′59.5″N 87°42′40″W / 32.299861°N 87.71111°W，而該地的平均海拔高度為56米（即184英尺）。